# کونپنگوپتروس
کونپنگوپتروس(نام علمی: Kunpengopterus sinensis) نام یک گونه از راسته پتروسور است.